# Joël Rey
Pour les articles homonymes, voir Rey.
Pas d'image ? Cliquez ici

a Compétitions nationales et continentales officielles uniquement.

Joël Rey, né le 14 avril 1965 à Pau (Pyrénées-Atlantiques) est un joueur et entraîneur français de rugby à XV. 
Il a évolué au poste de talonneur à la Section paloise, où il a effectué l'intégralité de sa carrière.
En treize ans au plus haut niveau, Joël Rey a inscrit à son palmarès un Challenge Yves du Manoir en 1997 et Challenge européen en 2000.
À sa retraite de joueur, il entraîne les juniors et les Espoirs de la Section paloise, avant de prendre les rênes de l'équipe première de 2008 à 2016, puis l'Aviron bayonnais à partir de 2017.
Son fils, Lucas, est également joueur de rugby à XV, sous les couleurs de la Section paloise également au poste de talonneur.

## Biographie

### Jeunesse et formation
Joël Rey commence le rugby à XV à Mazères-Lezons, en banlieue paloise. Il débute aux côtés de ses grands amis Philippe Racz, Lionel Péré-Escamps et Hervé Latorre. Il rejoint ensuite la Section paloise en 1980, où il a poursuivi toute sa carrière sportive pendant 37 années consécutives.

### Carrière de joueur
En 1997, Joël Rey conduit la Section au titre en coupe de France Yves-du-Manoir avec une victoire 13-11 face à l'équipe du CS Bourgoin-Jallieu,,.  Joël Rey entre dans l'histoire du club en devenant le premier capitaine depuis François Moncla en 1964 à ramener un trophée à Pau, mettant fin à 33 ans de disette.
En championnat de France, la Section s'incline en quarts de finale 18-24 face au futur finaliste le CS Bourgoin-Jallieu. 
En 1998, Joël Rey est le capitaine de la Section Paloise qui atteint la demi-finale de la Coupe d'Europe en 1997-1998. Il est le meneur d'hommes et le  capitaine qui accompagne l'éclosion au plus haut niveau de joueurs comme Nicolas Brusque, Damien Traille ou Imanol Harinordoquy. Harinordoquy confie notamment s'être inspiré de son leadership lorsqu'il est devenu capitaine plus tard dans sa carrière. 
En quarts de finale, les sectionnistes s'imposent face à Leicester, finaliste de l'édition précédente et auteur d'un carton 90-19 face aux Glasgow Warriors en barrages. La Section s'incline finalement en demi finale au Recreation Ground, face à Bath sur le score de 20-14.
En 2000, Joël Rey, toujours capitaine, remporte le Bouclier européen face au Castres olympique par 34-21 au stade des Sept Deniers de Toulouse.

### Carrière d'entraîneur
A l'issue de sa carrière de joueur, Joel Rey continue à s'investir au club. En 2006, il forme avec Thierry Ducès un duo d'entraîneurs qui mènent les  juniors de la Section au titre de champion de la Coupe René Crabos, en s'imposant face au Club sportif Bourgoin-Jallieu. Le groupe compte alors dans ses rangs de futurs joueurs professionnels tels que Julien Dumora, Lionel Campergue, Mickaël Drouard ou encore Julien Fumat.
En 2008, Rey est nommé entraineur de la Section. Joël Rey prend la tête de son club de coeur dans une période troublée, mais lance néanmoins la carrière professionnelle de ces anciens juniors Crabos. Le contexte sportif est morose en raison de la relégation en Pro D2. En interne, Rey doit faire face aux conséquences des querelles internes entre Michel Camptort et Bernard Pontneau.
Avec l'arrivée de Simon Mannix, Joël Rey parvient néanmoins à hisser de nouveau le club en Top 14, en obtenant le titre de Champion de France de Pro D2 en 2014-2015. 
Rey n'entraîne les sectionnistes qu'une seule saison en Top 14, cédant son poste à Carl Hayman,.  Rey laisse ainsi son fils Lucas prendre sa place au sein du groupe: « J'arrête mais il y a toujours un Rey à la Section ». Une page se tourne alors à la Section, avec le départ du duo Aucagne-Rey, ainsi que celui de joueurs emblématiques comme Damien Traille et Jean Bouilhou. 
Dix ans après le titre Crabos, Joël Rey se déclare inquiet par rapport à l'état de la formation des jeunes joueurs au sein du club béarnais. Il envisage alors de reprendre la tête des équipes juniors du club.
En 2017, Joël Rey rejoint l'Aviron bayonnais,.

## Vie privée
Joël Rey est le père de Lucas Rey, qui a également été capitaine de la Section paloise.

## Bilan en tant qu'entraîneur
| Saison      | Club             | Division | Poste  | Classement                                          | Coupe d'Europe | Challenge européen   |
| ----------- | ---------------- | -------- | ------ | --------------------------------------------------- | -------------- | -------------------- |
| 2008 - 2009 | Section paloise  | Pro D2   | Avants | 8e                                                  | –              | –                    |
| 2009 - 2010 | Section paloise  | Pro D2   | Avants | 5e, élimination en demi-finale                      | –              | –                    |
| 2010 - 2011 | Section paloise  | Pro D2   | Avants | 9e                                                  | –              | –                    |
| 2011 - 2012 | Section paloise  | Pro D2   | Avants | 2e, élimination en finale d'accession               | –              | –                    |
| 2012 - 2013 | Section paloise  | Pro D2   | Avants | 3e, élimination en finale d'accession               | –              | –                    |
| 2013 - 2014 | Section paloise  | Pro D2   | Avants | 4e, élimination en demi-finale                      | –              | –                    |
| 2014 - 2015 | Section paloise  | Pro D2   | Avants | Champion de France Pro D2                           | –              | –                    |
| 2015 - 2016 | Section paloise  | Top 14   | Avants | 11e                                                 | –              | Élimination en poule |
| 2017 - 2018 | Aviron bayonnais | Pro D2   | Avants | 8e                                                  | –              | –                    |
| 2018 - 2019 | Aviron bayonnais | Pro D2   | Avants | Champion de France Pro D2                           | –              | –                    |
| 2019 - 2020 | Aviron bayonnais | Top 14   | Avants | 9e (arrêt du championnat)                           | –              | Élimination en poule |
| 2020 - 2021 | Aviron bayonnais | Top 14   | Avants | 13e, défaite en barrage d'accession Top 14 / Pro D2 | –              | Élimination en poule |
| 2021 - 2022 | Aviron bayonnais | Pro D2   | Avants | Champion de France Pro D2                           | –              | –                    |
| 2022 - 2023 | Aviron bayonnais | Top 14   | Avants |                                                     | –              | Élimination en poule |

## Palmarès

### Joueur

#### En club
- Championnat de France de première division :
  - Demi-finaliste : 1996
- Coupe d'Europe :
  - Demi-finaliste : 1998
- Coupe de France Yves du Manoir :
  - Vainqueur : 1997
- Bouclier européen (actuel Challenge européen) : 
  - Vainqueur : 2000
- Challenge Yves du Manoir :
  - Finaliste : 1996
- Coupe André Moga :
  - Finaliste : 1995

#### Challenge européen de rugby à XV
| Finale        | Vainqueur       | Finaliste         | Score | Lieu                             | Spectateurs |
| ------------- | --------------- | ----------------- | ----- | -------------------------------- | ----------- |
| 27 mai 2000 1 | Section paloise | Castres olympique | 34-21 | Stade des Sept Deniers, Toulouse | 6 000       |

1  La compétition s'appelait Bouclier Européen à cette date

### Entraîneur
- Champion de France de Pro D2 : 2015, 2019 et 2022

### Distinctions personnelles
- Nuit du rugby 2015 : Meilleur staff d'entraîneur de la Pro D2 (avec Simon Mannix et David Aucagne) pour la saison 2014-2015
- Nuit du rugby 2019 : Meilleur staff d'entraîneur de la Pro D2 (avec Yannick Bru, Vincent Etcheto et Éric Artiguste) pour la saison 2018-2019